# Bellentre
Bellentre ist eine Commune déléguée mit 919 Einwohnern (Stand 1. Januar 2022) in der Gemeinde La Plagne Tarentaise im Département Savoie in der Region Rhône-Alpes. Sie gehörte zum Arrondissement Albertville und zum Kanton Bourg-Saint-Maurice.
Mit Wirkung vom 1. Januar 2016 wurden die früheren Gemeinden Bellentre, La Côte-d’Aime, Mâcot-la-Plagne und Valezan zu einer Commune nouvelle mit dem Namen La Plagne Tarentaise in der ebenso neuen Region Auvergne-Rhône-Alpes zusammengelegt.

## Geographie
Bellentre liegt etwa 31 Kilometer ostsüdöstlich von Albertville im Tal von Tarentaise an der Isère.
Durch den Ort führt die Route nationale 90.
| 1954                       | 1962 | 1968 | 1975 | 1982 | 1990 | 1999 | 2006 | 2013 |
| -------------------------- | ---- | ---- | ---- | ---- | ---- | ---- | ---- | ---- |
| 568                        | 548  | 488  | 517  | 631  | 740  | 793  | 920  | 929  |
| Quellen: Cassini und INSEE |      |      |      |      |      |      |      |      |

## Sehenswürdigkeiten
- Kirche Saint-André

## Persönlichkeiten
- Auguste Mudry (1913–1973), Politiker (PCF)